# Perranuthnoe
 (septembre 2023).
Perranuthnoe est une paroisse civile et un village des Cornouailles, en Angleterre.
La paroisse comprend les villages de Perranuthnoe, de Goldsithney, de Perran Downs, une partie de celui de Rosudgeon.